# Howard Georgi
Howard Mason Georgi III (San Bernardino, 6 de janeiro de 1947) é um físico estadunidense. Ele foi um dos que assinaram uma petição para o presidente Barack Obama em 2015 para que o Governo Federal dos Estados Unidos fizesse um pacto de desarmamento nuclear e de não-agressão.

## Obras
- Lie algebras in particle physics. From isospin to unified theories. Benjamin/Cummings, Reading, Mass. 1981 (2. Auflage 1999)
- Weak interactions and modern particle theory. Benjamin/Cummings, Reading, Mass. 1984 (Online auf seiner Webseite)
- The Physics of Waves, Prentice-Hall 1992